# Зюльганова
Зюльганова — деревня в Кудымкарском районе Пермского края. Входила в состав Степановского сельского поселения. Располагается на реке Зюльган севернее от города Кудымкара. Расстояние до районного центра составляет 4 км. По данным Всероссийской переписи населения 2010 года, в деревне проживало 125 человек (61 мужчина и 64 женщины).

## История
По данным на 1 июля 1963 года, в деревне проживало 57 человек. Населённый пункт входил в состав Сервинского сельсовета.